# Sobotów
Sobotów (ukr. Суботів) – wieś na Ukrainie, w  obwodzie iwanofrankiwskim, w rejonie halickim.